# John Mair
John Mair (of Major) (in het Latijn ook bekend als Joannes Majoris en Haddingtonus Scotus) (1467 - 1550) was een Schotse filosoof, die in zijn eigen tijd bewonderd werd en wiens werk invloed op alle grote denkers van zijn tijd. Hij was een zeer gerenommeerde leraar. Zijn werken werden in heel Europa veel verzameld en regelmatig gepubliceerd. Zijn "gezond conservatisme" en zijn sceptische en logische benadering van de studie van teksten, zoals Aristoteles of de Bijbel, werden in de daaropvolgende tijd van het humanisme, waar een meer uitgesproken en taalkundige, literaire aanpak de overhand kreeg, minder gewaardeerd.